# 엄마는 예뻤다
《엄마는 예뻤다》는 매주 일요일 오후 5시에 방송되는 예능 프로그램이다.

## 방송 시간
| 방송 채널 | 방송 기간                        | 방송 시간                            | 비고 |
| --------- | -------------------------------- | ------------------------------------ | ---- |
| MBN       | 2022년 5월 1일 ~ 2022년 7월 17일 | 매주 일요일 오후 5시 00분 ~ 6시 00분 |      |

## 기획 의도
인생의 가장 아름다웠던 시절을 자식과 가족만을 위해 보낸 엄마들을 위해 뷰티, 패션팁부터 건강 정보까지 맞춤형 솔루션 메이크오버 예능 프로그램이다.

## 진행자
- 황신혜
- 장민호
- 이지혜
- 이경민

## 시청률
2022년
| 회차 | 방송일   | AGB 시청률     |
| 회차 | 방송일   | 대한민국(전국) |
| ---- | -------- | -------------- |
| 1    | 5월 1일  | 0.9%           |
| 2    | 5월 8일  | 0.7%           |
| 3    | 5월 15일 | 1.0%           |
| 4    | 5월 22일 | 0.9%           |
| 5    | 5월 29일 | 1.1%           |